# Bào Quốc An
Bào Quốc An (sinh ngày 4 tháng 6 năm 1946) là một diễn viên Trung Quốc và là giáo sư tại Học viện Hý kịch Trung ương. Được biết đến với vai Tào Tháo trong bộ phim truyền hình Tam Quốc Diễn Nghĩa năm 1994, Ông đã giành được hai giải Nam diễn viên chính xuất sắc nhất tại Lễ trao giải Kim ưng 1995 và Giải thưởng Giải Phi Thiên (Flying Apsaras). Ông cũng là đại biểu trong Đại hội Đại biểu Nhân dân Toàn quốc và Hội nghị Hiệp thương Chính trị Nhân dân Trung Quốc năm 2003.

## Thân thế và Sự nghiệp
Bào Quốc An có đam mê diễn xuất và kịch từ khi còn nhỏ. Ông ấy học tại một trường tiểu học ở Thiên Tân, nơi hầu hết các bạn cùng trường của ông ấy đều xuất thân từ gia đình giàu có trong khi ông ấy không xuất thân từ một gia đình giàu có. Vào cuối tuần, các bạn cùng trường của ông ấy xem phim ở rạp chiếu phim. Ban đầu Bào Quốc An không tham gia nhưng càng về sau anh càng cảm thấy bị bỏ rơi và nghiện phim. Vào thời điểm đó, các rạp chiếu phim ở Thiên Tân được chia thành ba hạng (A, B và C), với hạng A chiếu những bộ phim mới nhất nhưng có giá vé đắt nhất. Bảo chỉ đủ tiền đi xem phim ở rạp hạng B và C, nhưng anh dành dụm tiền tiêu vặt mà bố mẹ cho để mua đồ ăn vặt và cuối tuần đến rạp chiếu phim. Bảo nhớ lại đã xem nhiều phim của Liên Xô vào thời điểm đó, trong đó có Chapaev và Lenin năm 1918, và anh đặc biệt thích phim về các anh hùng.
Năm 1960, ở tuổi 13, Bào Quốc An có cơ hội xuất hiện trên màn ảnh. Vào khoảng thời gian đó, một nhóm nghệ thuật biểu diễn ở Thiên Tân đang làm một bộ phim về một liệt sĩ cách mạng trẻ tuổi, Lưu Văn Học (刘 文学), và Bào đã được chọn làm diễn viên. Năm 1964, khi Sư đoàn Nông nghiệp số 4 thuộc Quân đoàn Sản xuất và Xây dựng Tân Cương (XPCC) đến Thiên Tân để tuyển dụng cán bộ, Bao nhất quyết đề nghị họ cho anh ta tham gia nhóm biểu diễn nghệ thuật của họ. Bào nhớ lại trải nghiệm của mình ở XPCC: "Dù chỉ trải qua năm năm ở Đoàn Nông nghiệp 4 nhưng tôi đã học được rất nhiều điều. Nếu không có kinh nghiệm này, tôi đã không thể vào Học viện Hí kịch Trung ương. Cuộc sống ở Quân đội đã giúp tôi phát triển các phẩm chất cần cù, kiên trì và dũng cảm. Chúng có tác động lớn đến việc hình thành tính cách và niềm tin cá nhân cũng như sự nghiệp diễn xuất của tôi. " Năm năm sau, năm 1969, Bao được chuyển đến một nhóm khác ở Trú Mã Điếm, Hà Nam, nơi ông làm diễn viên và đạo diễn.

## Công việc hiện tại
Ngoài công việc giảng dạy tại Học viện Hí kịch Trung ương với tư cách là giáo sư, Bào vẫn tiếp tục hoạt động trong làng giải trí mặc dù hiện tại anh hầu như không đóng các vai chính. Bào cho biết khi lớn lên, ông cảm thấy mình đã trưởng thành hơn trong sự nghiệp. Ông từng nói rằng một diễn viên nên đề phòng đừng để "tuột dốc" khi tuổi tác bắt kịp mình, vì nếu "trượt" thì anh sẽ mất đi "sức mạnh bùng nổ" trong diễn xuất.

## Danh sách phim

### Phim rạp
| Year | English title                        | Chinese title | Role               | Notes        |
| ---- | ------------------------------------ | ------------- | ------------------ | ------------ |
| 1983 | Hometown at the Foot of the Mountain | 山下是故乡    | Chang Mao          |              |
| 1986 | Decision                             | 决策          |                    |              |
| 1990 | The Atmospheric Layer Vanishes       | 大气层消失    | Siberian tiger     | voice acting |
| 1997 | The Opium War                        | 鴉片戰爭      | Lin Zexu           |              |
| 1999 | Zero O'Clock Action                  | 零点行动      | Wei Feng           |              |
| 2001 | True Love                            | 真心          | Wu Dengyun (older) |              |
| 2002 | The Love of a Policewoman            | 警之恋        |                    | TV film      |
| 2003 | The Injustice to Dou E               | 竇娥冤        | Dou Tianzhang      | TV film      |
| 2004 | Invincible Army of Nuclear Power     | 核电铁军      | Li Zihua           | TV film      |
| 2010 | Sacrifice                            | 趙氏孤兒      | Zhao Dun           |              |
| 2013 | Shandong Brothers                    | 山东兄弟      | Professor Wang     |              |
| 2013 | To the Sea                           | 山外是海      | Old Shen           |              |
| 2018 | The Story of Qianyuan                | 乾元苍穹      | Secretary Liu      |              |

### Phim truyền hình
| Year | English title                      | Original title | Role                        | Notes |
| ---- | ---------------------------------- | -------------- | --------------------------- | ----- |
| 1984 | Outlaws of the Marsh               | 水滸傳         | Tống Giang (Tống Công Minh) |       |
| 1991 | The Great Prime Minister of Tang   | 大唐名相       | Wei Zheng                   |       |
| 1994 | Tam quốc diễn nghĩa                | 三國演義       | Tào Tháo                    |       |
| 1995 | Wu Zetian                          | 武則天         | Emperor Taizong of Tang     |       |
| 1997 | Sun Wu                             | 孫武           | King Liao of Wu             |       |
| 1998 | Law of This World                  | 人间正道       | Wu Mingxiong                |       |
| 1998 | The Strange Case of Double Phoenix | 雙鳳奇案       | Du Hanzhang                 |       |
| 1999 | Female Prisoners                   | 女囚           | Liang Tianyu                |       |
| 2000 | The Emperor's Teacher, Liu Bowen   | 帝師劉伯溫     | Liu Bowen                   |       |
| 2001 | Peach Flowers in a Turbulent Age   | 亂世桃花       | Li Yuan                     |       |
| 2001 | Lord Bao's Life and Death Calamity | 包公生死劫     | Bao Zheng                   |       |
| 2002 | Wind, Rain, Heaven and Earth       | 风雨乾坤       | Sima Minwang                |       |
| 2002 | The Director of People's Congress  | 人大主任       | Qi Hengshou                 |       |
| 2002 | Rescuing Juvenile Offenders        | 拯救少年犯     | Bao Wentong                 |       |
| 2003 | The Affaire in the Swing Age       | 江山風雨情     | Hong Chengchou              |       |
| 2003 | Naked Snow                         | 裸雪           | Cao Zhong                   |       |
| 2003 | Changping of the War               | 鐵血長平       | King Zhaoxiang of Qin       |       |
| 2004 | So Rich in Beauty                  | 如此多嬌       | Lin Ran                     |       |
| 2004 | The Execution of Chen Shimei       | 新鍘美案       | Bao Zheng                   |       |
| 2004 | Undercover Light and Shadow        | 无间光影       | Xu Nuo                      |       |
| 2005 | The Emperor of Great Ming          | 大明天子       | Hongwu Emperor              |       |
| 2005 | Refusing Maturity                  | 拒绝成熟       | Scribe                      |       |
| 2005 | National Secret                    | 国家机密       | Mr. Xiao                    |       |
| 2005 | The Rebirth of a King              | 越王勾踐       | Wu Zixu                     |       |
| 2005 | Initiating Prosperity              | 開創盛世       | Emperor Yang of Sui         |       |
| 2005 | Ren Changxia                       | 任长霞         |                             |       |
| 2006 | The Naval Story                    | 船政風雲       | Zuo Zongtang                |       |
| 2006 | For Truly Great Men                | 数风流人物     | Lin Ran                     |       |
| 2006 | Big Locust Tree                    | 大槐树         | Hongwu Emperor              |       |
| 2006 | A Legend of Shaolin Kungfu         | 少林寺傳奇     | Shaolin abbot               |       |
| 2007 | The Legend of Xin Zhui             | 辛追傳奇       | Xiao He                     |       |
| 2007 | Major Case Squad                   | 大案组         | Mr. Zhang                   |       |
| 2008 | Pathfinding to the Northeast       | 闖關東         | Tan Yongqing                |       |
| 2008 | The Peacocks Fly to the Southeast  | 孔雀東南飛     | Liu's father                |       |
| 2009 | Venture                            | 创业           | Mayor Ye                    |       |
| 2009 | Broad Sky, Boundless Land          | 苍天厚土       | Shi Xinyuan                 |       |
| 2009 | Wuliang Sky                        | 无量天         | Liu Keqian                  |       |
| 2009 | Oriental Casablanca                | 東方卡薩布蘭卡 | Fang Tianting               |       |
| 2010 | Ice Is Water Asleep                | 冰是睡着的水   | Feng Yunshan                |       |
| 2010 | Liu Sanjie                         | 劉三姐         | Liu Zhiyuan                 |       |
| 2010 | A Legend of Shaolin Kungfu 2       | 少林寺傳奇2    | Shaolin abbot               |       |
| 2011 | Brother Foes                       | 狹路兄弟       | Huang Sidie                 |       |
| 2011 | Wonder Mom                         | 极品妈妈       | An Yuan                     |       |
| 2012 | Sunny                              | 风和日丽       | Yin Zegui                   |       |
| 2012 | Secret Battles in Emei             | 密戰峨嵋       | Wu Shi                      |       |
| 2012 | Clever Little Kongkong             | 聰明小空空     | Abbot                       |       |
| 2012 | Crossing the Border                | 越境           | Army commander              |       |
| 2012 | Special Arms                       | 利刃出鞘       | Gao Shiwei                  |       |
| 2013 | Sleek Rat, the Challenger          | 白玉堂之局外局 | Bao Zheng                   |       |
| 2015 | History's Mission                  | 歷史的使命     | Tang Guanhong               |       |
| 2015 | The Legend of Li Bing              | 李冰傳奇       | King Huiwen of Qin          |       |
| 2016 | The Identity of Father             | 父親的身份     | Zhang Hanmin                |       |
| 2017 | A Legend of Shaolin Kungfu 4       | 少林寺傳奇4    | Abbot                       |       |